# ヴァスンダラー
梵名ヴァスンダラー（वसुन्धरा [Vasundharā]）はサンスクリットで｢地｣を表すため、日本では持地菩薩とされているが、ネパールでは女神、また『仏母大孔雀明王経』では七十三大羅刹女のうちの一人の「持地羅刹女」のことである。
例えば、インドでは、マンダラの制作時に, まずマンダラを地面に描く許可をヴァスンダラーに請願する作法が残っているが、このことは大地の女神としてのヴァスンダラーの基本性格を示している。
ネパール仏教の研究者で、現・種智院大学のスダン・シャキャ講師によれば、このヴァスンダラーと混同されているものに、「法界語自在曼荼羅」と関連する福徳財宝の女神ヴァスダーラー(Vasudhārā：持世菩薩)があるが、後者は仏教以外にもヒンドゥー教やジャイナ教でも崇敬を集める汎インド亜大陸的女神であり、両尊は全く別起源であり異なる役割を有するものである。